# Modellrisiko
Das Modellrisiko ist das Risiko, dass
- ein Modell falsch konzipiert wurde oder ungeeignet für die gewählte Anwendung ist oder
- ein Modell unsachgemäß angewendet wird oder
- für ein Modell falsche Eingangsdaten verwendet werden oder
- ein Modell nicht mehr aktuell oder inkonsistent ist

Der Begriff des Modellrisikos findet in der Finanzwirtschaft, speziell im Risikomanagement Verwendung.
Das Modellrisiko kann als Meta-Risiko bezeichnet werden, da es für andere Risiken, die mit Hilfe von Modellen gemessen werden, gilt.

## Typen des Modellrisikos
Nach Crouhy, Galai & Mark werden unterschieden:
1. Fehlerhafte/falsche Modelle und falsche Spezifizierungen im Modell
2. Fehler in der analytischen Lösung
3. Fehlerhafte Spezifizierung der unterliegenden stochastischen Prozesse
4. Fehlende Risikofaktoren im Modell
5. Fehlende Elemente im Modell
6. Falsche Klassifizierungen oder Identifizierung untersuchter Parameter
7. Falsche Implementierung von Modellen
8. Falsche Modellkalibrierung
9. Falsche Verarbeitung von Marktdaten
10. Falsche Modellanwendung

## Modellrisiko als Teil des operationellen Risikos
Das Modellrisiko kann als Teil des operationellen Risikos verstanden werden. Werden im Unternehmen Modelle (insbesondere zur Risikoabschätzung) verwendet, so entsteht ein Modellrisiko (in unbekannter Höhe). Dies ist beispielsweise von Banken im Rahmen von Basel II als operatives Risiko mit Eigenkapital zu hinterlegen.

## Beispiel: Modellrisiko bei der Bewertung von Derivaten
Das Modellrisiko bezeichnet dabei das Risiko bzw. die Ungewissheit, das/die dadurch entsteht, dass Modelle zur Bewertung/Hedging von Derivaten verwendet werden. Diese Modelle stellen jedoch nur eine Abbildung (eben ein Modell) der Realität dar. Dieses Modell kann falsch oder unvollständig sein. Schlussfolgerungen aus dem Modell (wie bspw. eine Optionsbewertung nach dem Black-Scholes-Modell) müssen also nicht auch in der Realität gültig sein. Modellaussagen werden i. A. über eine zukünftige Realität getroffen. Da jedoch unklar ist, wie groß die Abweichung des Modells ist, entsteht Modellrisiko.
Das Risiko äußert sich in der Praxis durch Fehlbewertungen (Derivate werden von Banken zu teuer/zu billig verkauft) und Hedgefehler (systematische Fehler bei Absicherungsgeschäften). Modellrisiko tritt vor allem in der Derivatebewertung und weniger in der Aktienbewertung auf, da in ersterer die Modellabhängigkeit größer ist.

## Verringerung des Modellrisikos
Zur Verringerung des Modellrisikos werden folgende Maßnahmen vorgeschlagen:
- Kontrolle und Überprüfung der Modelle durch eine Person, die die Modelle nicht entwickelt hat
- Klare Verantwortlichkeiten für die Modellprüfung
- Klare Dokumentation der Modelle und ihrer Anwendung
- Laufende Validierung und Überprüfung
- Risikoanalyse ohne Modell wie im Artikel Risikoanalyse beschrieben.